# Copa Llatina
La Copa Llatina fou un torneig europeu de futbol que es disputà entre 1949 i 1957.

## Història
El 1949, després de complicades converses prèvies, es decidí jugar a Espanya un torneig entre els campions de les lligues portuguesa, espanyola, francesa i italiana. Havia nascut la copa Llatina. La competició desaparegué amb la introducció de la Copa d'Europa.
1949 Seu: Madrid i Barcelona
| Partit       | Vencedor           | Perdedor           | Resultat |
| ------------ | ------------------ | ------------------ | -------- |
| Semifinal    | Sporting CP Lisboa | FC Torino          | 3-1      |
| Semifinal    | FC Barcelona       | Stade Reims        | 5-0      |
| 3r i 4t lloc | FC Torino          | Stade Reims        | 5-3      |
| Final        | FC Barcelona       | Sporting CP Lisboa | 2-1      |

1950 Seu: Lisboa
| Partit       | Vencedor           | Perdedor           | Resultat |
| ------------ | ------------------ | ------------------ | -------- |
| Semifinal    | Girondins Bordeaux | Atlètic de Madrid  | 4-2      |
| Semifinal    | SL Benfica         | SS Lazio           | 3-0      |
| 3r i 4t lloc | Atlètic de Madrid  | SS Lazio           | 3-2      |
| Final        | SL Benfica         | Girondins Bordeaux | 3-3; 2-1 |

1951 Seu: Milà i Torí
| Partit       | Vencedor          | Perdedor           | Resultat |
| ------------ | ----------------- | ------------------ | -------- |
| Semifinal    | AC Milan          | Atlètic de Madrid  | 4-1      |
| Semifinal    | Lille OSC         | Sporting CP Lisboa | 1-1; 6-4 |
| 3r i 4t lloc | Atlètic de Madrid | Sporting CP Lisboa | 3-1      |
| Final        | AC Milan          | Lille OSC          | 5-0      |

1952 Seu: París
| Partit       | Vencedor     | Perdedor           | Resultat |
| ------------ | ------------ | ------------------ | -------- |
| Semifinal    | OGC Nice     | Sporting CP Lisboa | 4-2      |
| Semifinal    | FC Barcelona | FC Juventus        | 4-2      |
| 3r i 4t lloc | FC Juventus  | Sporting CP Lisboa | 3-2      |
| Final        | FC Barcelona | OGC Nice           | 1-0      |

1953 Seu: Lisboa i Porto
| Partit       | Vencedor           | Perdedor           | Resultat |
| ------------ | ------------------ | ------------------ | -------- |
| Semifinal    | Stade Reims        | València CF        | 2-1      |
| Semifinal    | AC Milan           | Sporting CP Lisboa | 4-2      |
| 3r i 4t lloc | Sporting CP Lisboa | València CF        | 3-1      |
| Final        | Stade Reims        | AC Milan           | 3-0      |

1954

No es disputà
1955 Seu: París
| Partit       | Vencedor     | Perdedor         | Resultat |
| ------------ | ------------ | ---------------- | -------- |
| Semifinal    | Reial Madrid | CF Os Belenenses | 2-0      |
| Semifinal    | Stade Reims  | AC Milan         | 3-2      |
| 3r i 4t lloc | AC Milan     | CF Os Belenenses | 3-1      |
| Final        | Reial Madrid | Stade Reims      | 2-0      |

1956 Seu: Milà
| Partit       | Vencedor      | Perdedor      | Resultat |
| ------------ | ------------- | ------------- | -------- |
| Semifinal    | AC Milan      | SL Benfica    | 4-2      |
| Semifinal    | Athletic Club | OGC Nice      | 2-0      |
| 3r i 4t lloc | SL Benfica    | OGC Nice      | 2-1      |
| Final        | AC Milan      | Athletic Club | 2-1      |

1957 Seu: Madrid
| Partit       | Vencedor     | Perdedor         | Resultat |
| ------------ | ------------ | ---------------- | -------- |
| Semifinal    | SL Benfica   | AS Saint Etienne | 1-0      |
| Semifinal    | Reial Madrid | AC Milan         | 5-1      |
| 3r i 4t lloc | AC Milan     | AS Saint Etienne | 4-3      |
| Final        | Reial Madrid | SL Benfica       | 1-0      |

## Palmarès
|                    | 1949 | 1950 | 1951 | 1952 | 1953 | 1955 | 1956 | 1957 |  | Pa | C | SC | 3r | 4t |  | J  | G | E | P | GF | GC |  | Millor resultat    |
| ------------------ | ---- | ---- | ---- | ---- | ---- | ---- | ---- | ---- |  | -- | - | -- | -- | -- |  | -- | - | - | - | -- | -- |  | ------------------ |
| AC Milan           |      |      | C    |      | SC   | 3r   | C    | 3r   |  | 5  | 2 | 1  | 2  |    |  | 10 | 7 | 0 | 3 | 29 | 21 |  | Campio 1951 i 1956 |
| FC Barcelona       | C    |      |      | C    |      |      |      |      |  | 2  | 2 |    |    |    |  | 4  | 4 | 0 | 0 | 12 | 3  |  | Campió 1949 i 1952 |
| Reial Madrid       |      |      |      |      |      | C    |      | C    |  | 2  | 2 |    |    |    |  | 4  | 4 | 0 | 0 | 10 | 1  |  | Campió 1955 i 1957 |
| SL Benfica         |      | C    |      |      |      |      | 3r   | SC   |  | 3  | 1 | 1  | 1  |    |  | 7  | 4 | 1 | 2 | 13 | 10 |  | Campió 1950        |
| Stade Reims        |      |      |      |      | C    | SC   |      |      |  | 2  | 1 | 1  |    |    |  | 4  | 3 | 0 | 1 | 8  | 5  |  | Campió 1953        |
| Sporting CP Lisboa | SC   |      | 4t   | 4t   | 3r   |      |      |      |  | 4  |   | 1  | 1  | 2  |  | 9  | 2 | 1 | 6 | 19 | 25 |  | Subcampió 1949     |
| OGC Nice           |      |      |      | SC   |      |      | 4t   |      |  | 2  |   | 1  |    | 1  |  | 4  | 1 | 0 | 3 | 5  | 7  |  | Subcampió 1952     |
| Girondins Bordeaux |      | SC   |      |      |      |      |      |      |  | 1  |   | 1  |    |    |  | 3  | 1 | 1 | 1 | 8  | 7  |  | Subcampió 1950     |
| Athletic Club      |      |      |      |      |      |      | SC   |      |  | 1  |   | 1  |    |    |  | 2  | 1 | 0 | 1 | 3  | 2  |  | Subcampió 1956     |
| Lille OSC          |      |      | SC   |      |      |      |      |      |  | 1  |   | 1  |    |    |  | 3  | 1 | 1 | 1 | 7  | 10 |  | Subcampió 1951     |
| Atlètic de Madrid  |      | 3r   | 3r   |      |      |      |      |      |  | 2  |   |    | 2  |    |  | 4  | 2 | 0 | 2 | 9  | 11 |  | Tercer 1950 i 1951 |
| FC Torino          | 3r   |      |      |      |      |      |      |      |  | 1  |   |    | 1  |    |  | 2  | 1 | 0 | 1 | 6  | 6  |  | Tercer 1949        |
| FC Juventus        |      |      |      | 3r   |      |      |      |      |  | 1  |   |    | 1  |    |  | 2  | 1 | 0 | 1 | 5  | 6  |  | Tercer 1952        |
| AS Saint Etienne   |      |      |      |      |      |      |      | 4t   |  | 1  |   |    |    | 1  |  | 2  | 0 | 0 | 2 | 3  | 5  |  | Quart 1957         |
| València CF        |      |      |      |      | 4t   |      |      |      |  | 1  |   |    |    | 1  |  | 2  | 0 | 0 | 2 | 2  | 5  |  | Quart 1953         |
| SS Lazio           |      | 4t   |      |      |      |      |      |      |  | 1  |   |    |    | 1  |  | 2  | 0 | 0 | 2 | 2  | 6  |  | Quart 1950         |
| CF Os Belenenses   |      |      |      |      |      | 4t   |      |      |  | 1  |   |    |    | 1  |  | 2  | 0 | 0 | 2 | 1  | 5  |  | Quart 1955         |
| Stade Reims        | 4t   |      |      |      |      |      |      |      |  | 1  |   |    |    | 1  |  | 2  | 0 | 0 | 2 | 3  | 10 |  | Quart 1949         |

Pa=Participacions C=Campionats SC=Subcampionats 3r=tercers llocs 4t=quarts llocs J=partits jugats G=victòries E=empats P=derrotes GF,GC=gols a favor i en contra Eq=equips
Com a cel·la de capcelera (fons gris i negreta) l'equip que jugà al seu país esportiu en cada edició. En negreta els millors registres
|                  | Pa | C | SC | 3r | 4t | Eq | J  | G  | E | P  | GF | GC |
| ---------------- | -- | - | -- | -- | -- | -- | -- | -- | - | -- | -- | -- |
| Lliga espanyola  | 8  | 4 | 1  | 2  | 1  | 5  | 16 | 11 | 0 | 5  | 36 | 22 |
| Lliga italiana   | 8  | 2 | 1  | 4  | 1  | 4  | 16 | 9  | 0 | 7  | 42 | 33 |
| Lliga francesa   | 8  | 1 | 4  | 0  | 3  | 6  | 18 | 6  | 2 | 10 | 34 | 44 |
| Lliga portuguesa | 8  | 1 | 2  | 2  | 3  | 3  | 18 | 6  | 2 | 10 | 33 | 42 |

## Alineacions vencedores
- 1949 FC Barcelona: Velasco, Calvet, Curta, Calo, Gonzalvo III, Gonzalvo II, Basora, Seguer, Canal, César, Navarro
- 1950 SL Benfica: Bastos, Jacinto, Fernandes, Félix, Moreira, José da Costa, Rogério, Corona, Arsénio, Julinho, Rosário
- 1951 AC Milan: Buffon, Silvestri, Bonomi, Annovazzi, Tognon, De Grandi, Burini, Gren, Nordahl, Liedholm, Vicariotto
- 1952 FC Barcelona: Ramallets, Martin, Biosca, Seguer, Bosch, Escudero, Basora, César, Kubala, Aldecoa, Manchón
- 1953 Stade Reims: Sinibaldi, Zimny, Marche, Penverne, Jonquet, Cicci, Appel, Glowacki, Kopa, Templi, Meano
- 1955 Reial Madrid: J.Alonso, Navarro, Oliva, Lesmes II, Muñoz, Zárraga, Molowny, Pérez Payá, Di Stéfano, Rial, Gento
- 1956 AC Milan: Buffon, Fassetta, Zagatti, Liedholm, C.Maldini, Radice, Mariani, Bagnoli, Dal Monte, Schiaffino, Frignani
- 1957 Reial Madrid: J.Alonso, Torres, Marquitos, Lesmes II, Muñoz, A.Rúiz, Joseíto, Kopa, Di Stéfano, Rial, Gento

## Bicampions
- Basora, Seguer i César (FC Barcelona) 1949 i 1952
- Buffon i Liedholm (AC Milan) 1951 i 1956
- J.Alonso, Lesmes II, Muñoz, Di Stéfano, Rial i Gento (Reial Madrid) 1955 i 1957